# Fernando Paternoster
Fernando Paternoster (24. května 1903 – 6. června 1967) byl argentinský fotbalový obránce a trenér. Hrál za argentinský národní tým a pomáhal propagovat fotbal po celé Jižní Americe v zemích, jako je Kolumbie nebo Ekvádor.

## Hráčská kariéra

### Klubová kariéra
Paternoster zahájil svou kariéru v roce 1919 v mládežnickém klubu Atlético Atlanta. Do prvního týmu se prosadil roku 1921.
V roce 1927 Paternoster vstoupil do Racing Club de Avellaneda, kde hrál až do roku 1932. V letech 1930 a 1931 byl zdarma propůjčen do klubu Vélez Sársfield, aby za něj hrál na Panamerickém turné, které klub zavedlo do Chile nebo USA.
V roce 1932 ukončil hráčskou kariéru, ale ještě roku 1936 se k fotbalu vrátil, aby hrál za Argentinos Juniors.

### Reprezentační kariéra
Paternoster byl součástí argentinského týmu, který skončil druhý za Uruguayí na olympijském fotbalovém turnaji v roce 1928. V roce 1929 hrál na Mistrovství Jižní Ameriky a pomohl Argentině vyhrát titul. V roce 1930 byl opět v argentinském týmu, který skončil na druhém místě za Uruguayí, tentokrát na Mistrovství světa ve fotbale 1930. Celkem za Argentinu odehrál 16 zápasů a branku nevstřelil.

## Trenérská kariéra
Paternoster se stal trenérem Club Municipal de Deportes v roce 1937. V roce 1938 byl vybrán, aby se stal manažerem kolumbijské fotbalové reprezentace. V roce 1951 řídil klub Deportivo Manizales. Roku 1954 dovedl klub Atlético Nacional k postupu do kolumbijské ligy. V pozdějších letech působil jako propagátor fotbalu v Ekvádoru, od roku 1962 působil jako manažer klubu Emelec. V roce 1965 dovedl klub do ekvádorské ligy.